# Вілтон (Каліфорнія)
Вілтон (англ. Wilton) — переписна місцевість (CDP) в США, в окрузі Сакраменто штату Каліфорнія. Населення — 5958 осіб (2020).

## Географія
Вілтон розташований за координатами 38°24′47″ пн. ш. 121°12′46″ зх. д. / 38.41306° пн. ш. 121.21278° зх. д. (38.412977, -121.212718).  За даними Бюро перепису населення США в 2010 році переписна місцевість мала площу 75,12 км², уся площа — суходіл.

## Демографія
Згідно з переписом 2010 року, у переписній місцевості мешкали 5363 особи в 1865 домогосподарствах у складі 1495 родин. Густота населення становила 71 особа/км².  Було 2090 помешкань (28/км²).
Расовий склад населення:
| - 78,9 % — білих - 5,4 % — азіатів - 3,2 % — чорних або афроамериканців - 0,8 % — корінних американців - 0,2 % — вихідців з тихоокеанських островів - 6,4 % — осіб інших рас |

До двох чи більше рас належало 5,0 %. Частка іспаномовних становила 12,7 % від усіх жителів.
За віковим діапазоном населення розподілялося таким чином: 23,1 % — особи молодші 18 років, 61,0 % — особи у віці 18—64 років, 15,9 % — особи у віці 65 років та старші. Медіана віку мешканця становила 45,5 року. На 100 осіб жіночої статі у переписній місцевості припадало 98,9 чоловіків;  на 100 жінок у віці від 18 років та старших — 98,2 чоловіків також старших 18 років.
Середній дохід на одне домашнє господарство  становив 106 693 долари США (медіана — 94 129), а середній дохід на одну сім'ю — 118 343 долари (медіана — 111 875). Медіана доходів становила 75 720 доларів для чоловіків та 52 500 доларів для жінок. За межею бідності перебувало 11,2 % осіб, у тому числі 13,9 % дітей у віці до 18 років та 8,4 % осіб у віці 65 років та старших.
Цивільне працевлаштоване населення становило 2320 осіб. Основні галузі зайнятості: публічна адміністрація — 17,1 %, освіта, охорона здоров'я та соціальна допомога — 16,9 %, фінанси, страхування та нерухомість — 11,6 %, транспорт — 9,1 %.